# Matheus Mendes
Matheus Mendes Werneck de Oliveira (Governador Valadares, 10 marzo 1999) è un calciatore brasiliano, portiere dell'América-MG in prestito dall'Atlético Mineiro.

## Carriera
Mendes è cresciuto nel settore giovanile dell'Atlético Mineiro, dove è stato promosso in prima squadra ad inizio 2020. Il 16 settembre dello stesso anno è stato ceduto in prestito al CSA fino al gennaio del 2021, ed il giorno seguente ha giocato il suo primo incontro ufficiale contro il Cuiabá in Série B.
Rientrato dal prestito dopo essersi messo in evidenza come uno dei migliori portieri del campionato cadetto, è stato confermato in prima squadra nelle vesti di portiere di riserva ed il 25 aprile ha esordito nell'incontro del Campionato Mineiro vinto 1-0 contro l'Athletic. Il 6 maggio seguente ha firmato il rinnovo del contratto fino al 2024.
Rimasto inutilizzato per tutto il 2022, il 6 agosto 2023 ha debuttato in Série A giocando da titolare l'incontro vinto 2-0 contro il San Paolo.

## Statistiche

### Presenze e reti nei club
Statistiche aggiornate all'8 luglio 2024.
| Stagione        | Squadra          | Campionato      | Campionato | Campionato | Coppe nazionali | Coppe nazionali | Coppe nazionali | Coppe continentali | Coppe continentali | Coppe continentali | Altre coppe | Altre coppe | Altre coppe | Totale | Totale | Totale |
| Stagione        | Squadra          | Comp            | Pres       | Reti       | Comp            | Pres            | Reti            | Comp               | Pres               | Reti               | Comp        | Pres        | Reti        | Pres   | Reti   |        |
| --------------- | ---------------- | --------------- | ---------- | ---------- | --------------- | --------------- | --------------- | ------------------ | ------------------ | ------------------ | ----------- | ----------- | ----------- | ------ | ------ | ------ |
| 2020            | CSA              | B               | 28         | -23        | CB              | 0               | 0               |                    | -                  | -                  |             | -           | -           | 28     | -23    |        |
| 2021            | Atlético Mineiro | M1/MG+A         | 3+0        | -1         | CB              | 0               | 0               | CL                 | 0                  | 0                  | SB          | 0           | 0           | 3+0    | -1     |        |
| 2022            | Atlético Mineiro | M1/MG+A         | 0          | 0          | CB              | 0               | 0               | CL                 | 0                  | 0                  |             | -           | -           | 0      | 0      |        |
| 2023            | Atlético Mineiro | M1/MG+A         | 0+2        | -1         | CB              | 0               | 0               | CL                 | 0                  | 0                  |             | -           | -           | 2      | -1     |        |
| 2024            | Atlético Mineiro | M1/MG+A         | 0+5        | 0,-13      | CB              | 0               | 0               | CL                 | 0                  | 0                  |             | -           | -           | 5      | -13    |        |
| Totale carriera | Totale carriera  | Totale carriera | 38         | -38        |                 | 0               | 0               |                    | 0                  | 0                  |             | 0           | 0           | 38     | -38    |        |

## Palmarès

### Club

#### Competizioni statali
- Campionato Mineiro: 5

Atlético Mineiro: 2020, 2021, 2022, 2023, 2024

#### Competizioni nazionali
- Supercoppa del Brasile: 1

Atlético Mineiro: 2021
- Campionato brasiliano: 1

Atlético Mineiro: 2021
- Coppa del Brasile: 1

Atlético Mineiro: 2021